# St. Hedwig (Freden)
Die Kirche St. Hedwig war die katholische Kirche in Freden, einer Gemeinde im Landkreis Hildesheim in Niedersachsen. Zuletzt gehörte die Kirche zur Pfarrgemeinde Mariä Geburt in Winzenburg, im Dekanat Alfeld-Detfurth des Bistums Hildesheim. Die nach der heiligen Hedwig von Andechs benannte Kirche befand sich in der Sonnenbergstraße 17 (Ecke Zum Hohen Rott). Heute befindet sich die nächstgelegene katholische Kirche im drei Kilometer entfernten Winzenburg.

## Geschichte
Am 23. Januar 1971 wurde die Kirche durch Bischof Heinrich Maria Janssen geweiht, zuvor fanden katholische Gottesdienste in Freden in der evangelischen St.-Laurentius-Kirche in Klein Freden statt.
Am 19. Februar 2005 erfolgte die Profanierung der Kirche durch Domkapitular Adolf Pohner. Das Grundstück und Kirche wurde verkauft und auf dem Grundstück sollen Wohnhäuser erbaut werden. Das Kirchengebäude wurde abgebaut und sollte im rumänischen Petrosani als rumänische griechisch-katholische Kirche wiederaufgebaut werden.

## Architektur und Ausstattung
Die Kirche war als Fertigteilkirche errichtet worden. Teile der Ausstattung kamen nach der Profanierung in die Kirche Mariä Geburt in Winzenburg. Die Orgel sollte an die evangelische St.-Gertrud-Gemeinde in Jerze verkauft werden.